# Republik Bergarmenien
Die Republik Bergarmenien (armenisch Լեռնահայաստանի Հանրապետութիւն Lernahajastani Hanrapetutiun), einfacher auch Bergarmenien (armenisch Լեռնահայաստան Lernahajastan), war ein kurzlebiger anti-bolschewistischer armenischer Staat, dessen Territorium in etwa die heutigen armenischen Provinzen Wajoz Dsor und Sjunik sowie Teile der zu Aserbaidschan gehörenden Autonomen Republik Nachitschewan umfasste. Etabliert wurde sie im April 1921 durch den armenischen Kommandanten und Nationalisten Garegin Nschdeh mit der Unterstützung örtlicher Guerilla-Einheiten. Die Unabhängigkeit der Republik wurde durch keinen anderen Staat anerkannt und endete bereits 3 Monate nach ihrer Erklärung.

## Hintergrund

### Ende des Ersten Weltkrieges
Nach dem Ende des Ersten Weltkrieges waren die Siegermächte der Entente im Rahmen der Pariser Friedensverhandlungen gewillt, einige der östlichen Provinzen des Osmanischen Reiches an die junge Armenische Republik abzutreten, was später im Vertrag von Sèvres festgehalten wurde. Die Friedensverhandlungen mit Deutschland und den anderen europäischen Mitgliedern der besiegten Mittelmächte waren für die meisten Nationen der Entente jedoch von größerer Bedeutung als das Schicksal des Osmanischen Reiches. Mit Blick auf den Nahen Osten beteiligten sich vor allem das Vereinigte Königreich, Frankreich, Italien und die Vereinigten Staaten an den Friedensverhandlungen, wobei die unterschiedlichen Nationen jedoch auch unterschiedliche Interessen bezüglich der zukünftigen Grenzen und Einflusssphären der Region verfolgten. Während die Siegermächte untereinander stritten und die Vereinigten Staaten zögerten, ein amerikanisches Mandat über Armenien anzunehmen, waren sowohl die Russische SFSR als auch die Türkische Nationalbewegung darauf aus, die Kontrolle über den Kaukasus zu erlangen. Die Bolschewiki sympathisierten mit der Nationalbewegung, da sie sich beide den Westmächten bzw. dem „westlichen Imperialismus“, wie die Bolschewiki die Politik der Entente bezeichneten, entgegenstellten. Die sowjetische Regierung ließ den Türken sowohl Waffen als auch Gold zukommen, wodurch diese schließlich ganz Westarmenien, welches der Armenischen Republik durch die Westmächte im Vertrag von Sèvres zugesprochen wurde, zurückerobern konnten.

### Entstehung der Armenischen SSR
Gegen Ende des Jahres 1920 gelangten die Kommunisten in Armenien an die Macht. Am 29. November 1920 begannen Truppen der 11. Armee der RSFSR den sowjetischen Einmarsch in die Demokratische Republik Armenien. Bereits wenige Tage darauf, am 2. Dezember, akzeptierte die armenische Regierung in Jerewan ein Ultimatum des sowjetischen Botschafters Boris Legran, wodurch sie sich dazu bereit erklärte, Teil der sowjetischen Einflusssphäre zu werden. Russland wiederum versprach, das verbliebene Territorium Armeniens vor den vorrückenden türkischen Truppen zu schützen, zum Wiederaufbau der armenischen Streitkräfte beizutragen und von der Verfolgung armenischer Nicht-Kommunisten abzusehen. Das letzte dieser Versprechen wurde wenig später durch das russische Vorgehen gegen die Daschnaken gebrochen.
Als Moskau die Kontrolle über die Regionen Sjunik und Bergkarabach an die Aserbaidschanische SSR übertragen wollte, erklärte Garegin Nschdeh am 25. Dezember 1920 die Unabhängigkeit Sjuniks, mit dem Ziel, die armenische Herrschaft über die Region zu bewahren. Im Januar 1921 riet Drastamat Kanajan ihm in einem Telegramm, dass er die Sowjetisierung Sjuniks zulassen sollte, da sich Armenien so die Unterstützung der bolschewistischen Regierung bei der Lösung vieler seiner Probleme sichern könnte. Nschdeh weigerte sich jedoch, Sjunik zu verlassen, und kämpfte weiterhin gegen die Rote Armee und die Aserbaidschanische SSR an.

## Unabhängigkeit
Im Zuge einer anti-sowjetischen Rebellion übernahm die Armenische Revolutionäre Föderation am 18. Februar 1921 die Kontrolle über Jerewan und umliegende Gebiete. Bereits 42 Tage später zwang die zahlenmäßig stark überlegene Rote Armee die Aufständischen jedoch dazu, sich aus der Stadt zurückzuziehen, woraufhin die Anführer der Rebellion nach Sjunik flüchteten. Dort wurde am 26. April 1921 im Kloster Tatew der Zweite Pan-Sangesurische Kongress abgehalten, in dessen Rahmen die Unabhängigkeit der Regionen Daralakyaz (Wajoz Dsor), Sangesur und Arzach verkündet wurde, welche sich zur Republik Bergarmenien vereinten.
Nach einigen Monaten des Widerstandes und der Verhandlungen erklärte sich Nschdeh dazu bereit, seine Waffen niederzulegen, unter der Bedingung, dass Sjunik unter armenischer Kontrolle bleibe. Am 5. Juli akzeptierte der sowjetisch-armenische Politiker Alexander Mjasnikow Nschdehs Forderung. Dieser begab sich daraufhin, zusammen mit seinen Rebellen, am 10. Juli in ein freiwilliges Exil im Iran, mit dem Versprechen, dass er, sollte man ihn hintergangen haben, einen weiteren Aufstand entfachen würde. Mit der Auflösung der Republik Bergarmenien wurde Sjunik, entsprechend Nschdehs Forderung, Teil der Armenischen Sowjetrepublik, Bergkarabach wiederum wurde Aserbaidschan übergeben.